# 松平重富
松平 重富（まつだいら しげとみ）は、江戸時代中期の大名。越前国福井藩12代藩主。官位は正四位下・左近衛権中将。

## 生涯
寛延元年11月16日、徳川宗尹（一橋宗尹）の三男として江戸一橋家屋敷にて誕生した。母は細田時義の娘由加。異母兄で11代藩主の重昌が宝暦8年（1758年）に死去したため、同年3月21日にその養子となって跡を継いだ。宝暦10年（1760年）に元服し、従四位上・左近衛権少将に叙任されると共に、兄同様、伯父（宗尹の長兄）で9代将軍・徳川家重から偏諱を受けて重富（表記は重福とも）、また越前守を名乗る。
藩政においては藩士の知行削減などを中心とした財政再建を目指したが、連年による大雪・大火・風水害・疫病などによる被害が大きく、逆に財政は悪化した。しかも重富自身は、江戸の一橋家の生活に慣れていたために豪華絢爛な日常生活を送っており、不足の金を調達するために米商人に対して御用金を課すなどの悪政を行なった。この御用金政策が逆に米価高騰を招き、さらに凶作も重なって福井には貧民が溢れたとされ、明和5年（1768年）には打ちこわしまで起こった。この領民の不満が爆発した藩政史上最大の打ちこわしに福井藩は対応できず、やむなく一揆側の要求を認め、家老酒井外記ら関係する役人や御用商人を処分した。
将軍家と縁戚だったため、幕府から援助金をもらって藩政の再建を目指すが、天明の大飢饉を始めとする災害などもあって財政はさらに悪化した。寛政2年（1790年）に菜種を専売制に、寛政11年（1799年）には糸会所を設置し、塩を専売制にした。同年9月18日、長男の治好に家督を譲って隠居し、左兵衛督を名乗った。
重富は将軍家と縁戚関係にあることを利用し、御家騒動以降に家格の落ちていた越前家の官位復活運動を活発に行った。松平光通以降、福井藩主は藩主の早世などもあり、従四位下・左近衛権少将までしか到達できていなかったが、弟の治済や幕閣に働きかけ、老中首座の松平定信や尾張徳川家・紀伊徳川家らの反対を乗り越え、寛政10年（1798年）には越前家の元の官位である正四位下・左近衛権中将まで昇った。ただしこの昇進には、それまでの越前松平家当主と違い、重富の藩主在任が長期にわたったという理由もある。重富の藩主在任は41年におよび、これは歴代福井藩藩主の中で最長である。
文化6年（1809年）6月18日に死去。享年62。

## 系譜
- 正室：致姫（1750年 - 1794年） - 徳川宗将の三女
  - 長男：松平治好（1768年 - 1826年）
- 側室：利知（? - 1785年） - 岡山氏
  - 長女：寿（1780年 - 1782年）
- 側室：須美（? - 1820年） - 福山氏
  - 次女：儔（1780年 - 1783年）